# 墨子国际研究中心
墨子国际研究中心又稱墨子紀念館，位于中国山东省滕州市东部荆河西畔，前有龙泉塔，后依王学仲艺术馆，南面府前路，西临塔寺街，是一座集办公、收藏、展览、会议、旅游于一体的墨子研究场所。
历史学界对墨子的出生地尚无定论，而滕州市据说是墨子的故里。墨子国际研究中心建于1994年7月，占地面积1.02万平方米，其中建筑面积4100平方米。 建筑以中国传统的四合院为设计基础，由东、西两个相连的四合院组成。东院有汇文堂、图书楼、墨子圣迹堂等建筑，西院有办公楼、迎宾楼、义利堂等。
墨子国际研究中心是世界上第一个也是唯一的多功能、园林式的研究墨学和纪念墨子的研究中心。

## 主要展室
主要建筑的展室有墨堂、墨子科技堂、墨子圣迹堂、墨子书法展室等。

### 墨堂
墨堂内展有是墨子故里考论、墨子思想体系及墨子研究成果。墨子故里考论方面，内有墨子故里复原沙盘；墨子思想体系方面，有古今中外《墨子》珍藏本的展示，墨子思想的详细介绍；墨子研究成果方面，有历届墨学国际研讨会的盛况等。

### 墨子科技堂
墨子科技堂展有墨子在军事、科技方面的成果。
- 科技方面包括“时间与空间”、“数学”、“力学”、“光学”四个部分。例如光学就有“小孔成像”，“光的传播、折射”等。
- 军事方面有“军事思想”、“武器装备”、“城防工程”、“防御设施”四个部分。

墨子科技堂由图画、文字、模具、模型实物等组成、参观者可动手操作某些展览品，令参观者对墨子学说有直观的了解。

### 墨子圣迹堂
墨子圣迹堂在墨子研究中心东院北大厅内，“墨子圣迹堂”五个大字由书法家李铎题写。
墨子圣迹堂内有一大型壁画《墨子胜迹图》。
《墨子胜迹图》总面积200余平方米，由62幅画面组成，每幅画面各是一个故事，内容又相互关联，合为一体，每幅画都有简短的文字说明。通过画面与文字，反映墨子的一生。《墨子胜迹图》在制作上吸取敦煌壁画的传统画技，有较高的艺术欣赏价值。

### 墨子书法展室
展室内有“王玉玺八体书古今人评墨子”大型书法展览和巨型“墨子城.墨府”模型

## 其他展品

### 墨子全文石刻
墨子国际研究中心的东院内有《墨子》全文石刻，据说是中国历史上第一部石刻《墨子》。
《墨子》石刻上的文字由中国著名书法家马永云先生历时半年，以小楷书法写成，由嘉祥石雕刻，共83块石碑。《墨子》石刻全文镶嵌在东院环廊四周。

### 中外名人书法墨迹碑廊
中外名人书法碑廊刻有刘华清、迟浩田、宋健、费孝通、楚图南、胡绳、臧克家、姚雪垠、蔡尚思、任继愈、匡亚明、张岱年、王学仲、刘艺、李铎等名人的题词。1998年12月，墨子国际研究中心将这些墨迹整理成《墨子国际研究中心名家题词》由山东文艺出版社出版发行。